# 锈毛木莲
锈毛木莲（学名：Manglietia rufibarbata）为木兰科木莲属下的一个种。

## 扩展阅读
- 維基物種上的相關：锈毛木莲